# 반국민주의
반국민주의(反國民主義, 영어: Anti-nationalism)는 국민주의가 전쟁 또는 다인종 간의 불신과 범죄를 발생시킬 수 있거나, 간접적인 배타적 국가 분쟁을 일으킬 수 있는 위험한 사상운동이라는 이유를 내세워 민족주의에 반대하는 사상이다. 민족주의란 소수민족, 인종 간의 평등을 부정하고 자민족 우월주의에 빠질 수 있는 사상이기 때문에 비인본, 비인도주의적이라고 비판한다. 반국민주의는 극단적 우월주의, 군국주의, 배타적 애국주의(징고이즘)에 반대하며 문화적 자유주의, 평화주의, 인도주의를 표방한다. 유럽에서는 2차 대전 종전 후 파시즘 정부의 만행 그리고 추후에 밝혀진 유럽의 여러 제국의 약소국 착취와 약소국민을 대상으로 한 노예 거래 실태가 밝혀지면서 국민주의 정당 또는 민족주의 세력은 점차 위축되어서, 유럽은 반국민주의 성향을 띠는 대표적인 대륙으로 남아있다. 다른 용어로는 "탈국민주의(Postnationalism)"가 있으나 반국민주의와는 다르게, 탈근대주의와 초국가주의가 섞여있으며, 훨씬 더 철학적인 기조이다.
이 사상은 전쟁 도중 자국 또는 자민족을 배신하고 상대국에 투항하여 이익을 챙기는 배반 행위와는 관련이 없다.

## 개요
반국민주의자들은 국경의 해체, 인종의 자유로운 이민화를 원하거나 주장하며 국민주의로 생겨나는 부차적인 문제에 끊임없이 대항하며 국민주의에 반대한다. 반국민주의의 시초는 19세기 고전적 마르크스주의 운동에서부터 시작이 되었다. 마르크스주의에서 볼 수 있듯이 칼 마르크스와 프리드리히 엥겔스는 "무산계급에는 나라가 없다." 라고 주장하였으며 초 국제주의적인 이러한 발언을 기반으로 하여 시작된 사상운동이다. 또한, 마르크스는 그간 여러 무산계급이 착취계급에 의해 착취를 당하면서 무의식에 주입된 국민주의로 인해 프롤레타리아 혁명 또는 시대 진보가 뒤늦어졌다고 주장했으며, 국민주의를 필요악으로 규정했다. 후에 이러한 마르크스주의 사조는 세계혁명론에서 나타났는데, 러시아 혁명의 주요 인사 중 한 명인 레온 트로츠키의 경우 무산계급에는 국가가 없다는 뜻을 들어 영구혁명론을 통한 초 국제적 공산주의 운동을 전개한 바 있다.
그러나 한편으로는 마르크스주의를 포함한 과학적 사회주의 계통의 여러 반국민주의적인 사상(공산주의 포함)들은 제국주의의 야욕으로 공동체를 잃었을 때 이러한 공동체 회복을 위한 민족 해방 운동 전개를 부정하지 않으며 제국주의 자체가 국민주의와 자본주의의 집산 과정에서 나타난 비인도적인 결과이기 때문에 이러한 문제에 대해서는 오히려 민족 해방 운동을 독려한다.

### 아나키즘의 반국민주의
인류의 보편적 연대는 국가에 의해 분쇄된다. 국가는 가장 노골적이며 가장 냉소적이고 완전한 인류에 대한 부정이다. 이것은 지상의 모든 사람들의 보편적인 연대를 갈기갈기 찢어버리며, 자신을 제외한 나머지를 파괴하고, 정복하고, 노예화하려는 목적에서만 그들 중 일부를 단결시킨다. 이것은 자신의 시민들만을 보호하며 자신의 경계 안에서만 인권, 인간성, 문명을 인정할 뿐이다. 국가가 자신 밖의 어떠한 권리도 인정하지 않기에, 국가는 필연적으로 모든 외국의 사람들을 가장 비인간적인 방식으로 대우할 권리가 있다고 주장하며 그들을 약탈하고, 절멸시키거나 자신의 의지에 복종시킬 권리가 있다고 선언한다.
 — 미하일 바쿠닌, The Immorality of the State
아나키즘은 국가 권력과 지배를 정당화하기 위해 사용되는 국민주의를 맹렬히 비판했다. 자본주의 사회에서 착취계급에 의한 착취가 진행되는 도중 엘리트 계급은 국민주의 또는 경제적 국민주의를 교묘히 이용하여 무산 계급을 눈뜬장님으로 만든다고 비판하였다. 이러한 아나키즘 내에서의 반국민주의 사상은 대표적으로 미국의 생디칼리스트이자 작가인 루돌프 로커(영어: Rudolf Rocker)와 아나르코생디칼리슴 계열 학자인 체코의 프레디 펄만(영어: Fredy Perlman)을 주축으로 전개되었다.
이탈리아의 아나키스트 이론가인 알프레도 M. 보나노(Alfredo M. Bonanno)는 억압받는 이들을 지원할 수도 있지만 국민 국가를 지향하는 민족해방 투쟁(애초에 저항적 민족주의는 레닌주의자들이 강조한 개념이지 아나키스트의 개념이 아니다.)과 아나키스트의 반국민주의의 갈등(국민주의는 예외없이 계급의식을 약화시키며 국가를 정당화 시키는 모든 면에서 반동적이라는 입장의 갈등)에 대하여 다음과 같이 지적한다.
아나키스트는 민족 해방 전선에 참여하는 것을 거부하라. 대신 아나키스트들은 민족해방 투쟁에 관련되어 있을 수도 있고, 그렇지 않을 수도 있는 계급 전선에 참여해야 한다. 투쟁은 해방된 지역에 연방주의적이고 자유지상주의적 조직을 기반으로한, 경제, 정치 및 사회 구조를 수립하고 이를 확산시키기 위한 것이어야 한다.
보나노는 제국주의에 맞서 약소국의 민족주의를 지지하는 것은 실질적으로 프롤레타리아가 부르주아 민족주의에 종속되는 것을 의미하기 때문에, 제국주의에 대한 진정한 대항적 힘은 프롤레타리아 국제주의라고 명시한 것이다.

## 인물
- 카를 마르크스
- 프리드리히 엥겔스
- 액튼 경
- 아이작 아시모프
- 한나 아렌트
- 찰리 채플린
- 케네스 클라크
- 유진 뎁스
- 프리먼 다이슨
- 알버트 아인슈타인
- 엠마 골드만
- 외젠 이오네스코
- 블라디미르 레닌
- 존 레논
- 로자 룩셈부르크
- 이아몬 맥칸
- 루이스 멈퍼드
- 프레디 파를만
- 루돌프 로커
- 버드런트 러셀
- 칼 세이건
- 라빈드라나드 타고르
- 요시프 브로즈 티토
- 크리스토프 토베르스키
- 레온 트로츠키
- 소스타인 베블런
- 존 저잔
- 피에르 트뤼도

## 같이 보기
- 반식민주의
- 반애국주의
- 반파쇼
- 반국가주의
- 세계주의
- 국제주의
- 국민주의
- 프롤레타리아 국제주의